# Chaînon Boomerang
Le chaînon Boomerang est un massif de montagnes situé dans la chaîne Transantarctique, dans la terre Victoria en Antarctique. Il culmine au pic Alligator.

## Histoire

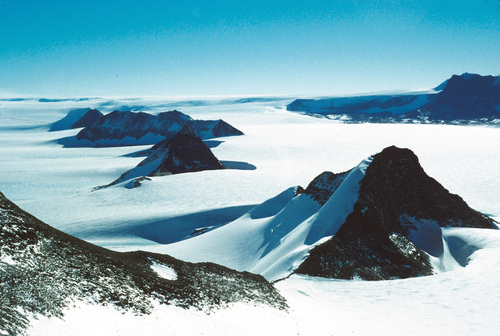
Vue depuis le pic Alligator vers les pics Allemand et Moody, au nord.

Le chaînon Boomerang est cartographié et nommé d'après sa forme incurvée en 1957 par l'équipe néo-zélandaise de l'expédition Fuchs-Hillary.